# Unione Sportiva Lecce 1960-1961
Questa voce raccoglie le informazioni riguardanti l'Unione Sportiva Lecce nelle competizioni ufficiali della stagione 1960-1961.

## Divise
| Casa |

## Rosa
| N. |                   | Ruolo | Calciatore          |
| -- | ----------------- | ----- | ------------------- |
|    | Italia (bandiera) | P     | Dante Bendin        |
|    | Italia (bandiera) | P     | Marco Gortan        |
|    | Italia (bandiera) | D     | Osvaldo Biancardi   |
|    | Italia (bandiera) | D     | Alberto Crivellenti |
|    | Italia (bandiera) | D     | Claudio De Valle    |
|    | Italia (bandiera) | D     | Luigi Greco         |
|    | Italia (bandiera) | D     | Gino De Vitis       |
|    | Italia (bandiera) | D     | Serafino Macripò    |

| N. |                   | Ruolo | Calciatore        |
| -- | ----------------- | ----- | ----------------- |
|    | Italia (bandiera) | C     | Filippo Bitetto   |
|    | Italia (bandiera) | C     | Nazzareno Cordone |
|    | Italia (bandiera) | C     | Angelo Maccagni   |
|    | Italia (bandiera) | A     | Francesco Arfuso  |
|    | Italia (bandiera) | A     | Cataldo Gambino   |
|    | Italia (bandiera) | A     | Francesco Janni   |
|    | Italia (bandiera) | A     | Roberto Luna      |
|    | Italia (bandiera) | A     | Alceo Luna        |